# Подолинец
Подолинец (словац. Podolínec, нем. Pudlein, венг. Podolin) — город в восточной Словакии у Старой Любовни на реке Попрад. Население — около 3 тысяч человек.

## История
Подолинец впервые упоминается в 1235 году. В 1412 стал свободным королевским городом.

## Население
| Год:                | 1994 | 2004    | 2014    | 2024    |
| ------------------- | ---- | ------- | ------- | ------- |
| Количество человек: | 3114 | 3172    | 3202    | 3048    |
| Разница:            |      | +1,86 % | +0,94 % | −4,80 % |

## Достопримечательности
- Костёл св. Марии
- Монастырь пиаристов